# 316

## Починали
- Диоклециан, римски император